# Semanotus litigiosus
Semanotus litigiosus är en skalbaggsart som först beskrevs av Thomas Casey 1891.  Semanotus litigiosus ingår i släktet Semanotus och familjen långhorningar.
Artens utbredningsområde är:
- Alaska.
- Honduras.

Inga underarter finns listade i Catalogue of Life.